# Jamhaur
Jamhaur is een notified area in het district Aurangabad van de Indiase staat Bihar. 

## Demografie
Volgens de Indiase volkstelling van 2001 wonen er 8.575 mensen in Jamhaur, waarvan 52% mannelijk en 48% vrouwelijk is. De plaats heeft een alfabetiseringsgraad van 50%. 